# Yuma Kid
Yuma Kid es una historieta italiana del Oeste de la casa Editrice Audace (hoy Sergio Bonelli Editore), creada por Gian Luigi Bonelli en 1953. Los dibujos son de Mario Uggeri (excepto dos álbumes realizados por Virgilio Muzzi).
Fueron publicados 18 números en la colección Arco, posterioriemente reeditados en otras colecciones como Avventure del West, Collana Rodeo o Tutto West.

## Argumento
Yuma Kid es salvado por los nativos Yuma en el desierto de Gila, durante una tormenta de arena. Por eso, lo renombran "Viento de la Muerte". El joven crece con los Yuma, hasta que, tras escuchar las profecías de Wa-No-Tah, una vieja bruja que vive en una gruta con sus pumas, decide volver entre los blancos.